# Rustington
Rustington är en ort och civil parish i Storbritannien.   Den ligger i grevskapet West Sussex och riksdelen England, i den södra delen av landet, 80 km söder om huvudstaden London. Rustington ligger 6 meter över havet och antalet invånare är 13 210.
Terrängen runt Rustington är platt. Havet är nära Rustington söderut.  Närmaste större samhälle är Littlehampton, 2,4 km väster om Rustington.